# 中日文化交流协定
中日文化交流协定，全称中华人民共和国政府和日本国政府为促进文化交流的协定，中华人民共和国和日本国两国政府根据《中日和平友好条约》的有关条款于1979年12月6日在中国首都北京市签订的文化交流协定，由中国文化部部长黄镇和日本外务大臣大来佐武郎分别代表本国政府在协议上签字，中国国务院总理华国锋，日本首相大平正芳出席了签字仪式。